# Бизарро
Бизарро (англ. Bizarro) — персонаж вселенной комиксов DC Comics. Персонаж был создан писателем Отто Биндер и художником Джорджом Паппом как «зеркальное отражение» Супермена наоборот и впервые появился в Superboy #68 ('1958'). С тех пор различные интерпретации Бизарро часто появлялись, как антагонисты Супермена.
Дебютировав в Серебряном веке комиксов (1956—1970), персонаж появился в комиксах, графических романах и других продуктах, связанных с DC Comics, таких как анимированные телесериалы, карты, игрушки и видеоигры.

## Биография

### Докризисная история
Генерал Зод создал армию Бизарро для захвата планеты Криптон. Клоны Бизарро не имели супер-сил, потому что они находились под влиянием красного солнца, но они были солдатами, готовыми убивать и умирать без колебаний. Вот почему Зод был сослан в Фантомную зону на 25 криптонских циклов. Около 12 лет спустя, совершенно не зная этого, учёный на Земле демонстрирует «Луч дублирования» на Супербое, и из-за поломки луча появилась копия Супербоя. Копию, которую быстро назвали «Бизарро», является имитацией недостатков Супербоя и отличается детским странным поведением. Сторонясь людей из Смоллвилля, Бизарро дружит со слепой девочкой. Супербой в конце концов вынужден «убить» двойника, используя остатки «луча дублирования», который действует как синий криптонит (в отличие от зелёного криптонита, ослабляющего Супербоя) на копии. Несколько лет спустя, когда Супербой стал Суперменом, его заклятый враг Лекс Лютор воссоздает «луч дублирования» и использует его на герое, надеясь, что сможет контролировать копию. Бизарро, которого создаёт Лекс, заявляет: «Я не человек … я не существо … я даже не животное, я несчастен, я не принадлежу к миру живых людей, меня никто не знает! Я разница между правильным и неправильным, добром и злом!» Лютор не забыл, как Бизарро пытался победить Супермена, создавая хаос в городе и почти разоблачив тайную личность Супермена, Кларка Кента. Когда Биззаро влюбляется в репортёра Лоис Лейн, она использует дублирующий луч на себе, создав «Бизарро Лоис», которая мгновенно привлекает Бизарро. Они покидают Землю вместе в поисках дома, где они могут быть самими собой.
Позже Супермен обнаруживает, что Бизарро — теперь называется Бизарро #1 — использовал версию луча дублирования заполнения планеты своими сородичами, которые в настоящее время проживают на планете кубической формы под названием Ялмез (англ. Htrae; обратное написание слова Земля). Бизарро #1 и Бизарро-Лоис #1 родили ребёнка, который больше схож с человеком и внешне, и внутренне. По стандартам Бизарро считается уродом. Бизарро также имеет ряд комиксов о приключениях на Ялмезе (включая сюжет, где Ялмез становится иным (яйцевидная форма вместо кубической) из-за излучения взорванной звезды, а люди-Бизарро становятся обычными людьми с сохраненным потенциалом Бизарро).

### Посткризисная история
После событий Кризиса на Бесконечных Землях Лекс Лютор заказывает своей научной группе создать клона Супермена. Однако, исходя из неверного предположения, что Супермен — землянин со сверх-способностями (его инопланетное происхождение ещё не было обнародовано), процесс приводит к появлению экземпляра, который Лютор насмешливо называет «Бизарро» и распоряжается уничтожить его. Чудовищный клон выживает и, хотя является немым и обладает лишь ограниченным интеллектом и смутными воспоминаниями о жизни Кларка Кента, пытается имитировать Супермена; похищает Лоис Лейн, и, наконец, оказывается уничтожен при столкновении с Суперменом в воздухе.
Бизарро в настоящее время появляется всё чаще и чаще, со всеми способностями Супермена, но уже умеет думать и разговаривать. Его создал Бэтмен, когда Джокер похищает силы Бэт-майта и мистера Микзиспиклика. Джокер создаёт свой мир, который называет «Jokerworld» — идеальный куб с изображением Джокера на каждой грани, и злодей предлагает Биззаро стать величайшим героем планеты и лидером группы «ЛДА» («Лига Джокерской анархии», местный аналог Лиги Справедливости). Когда Микзиспиклик восстанавливает свои силы, он позволяет Бизарро и ряду других существ остаться на Земле.
Бизарро терпит неудачу, когда становится пленником-слугой Зода. Зод избивает и пытает Бизарро, по-видимому просто потому, что существо напоминает Супермена. Герой спасает Бизарро, помогает ему адаптироваться к нормальной Земле и посылает его на «кладбище Одиночество» (противоположность Крепости Одиночества). Во время бесконечных кризисов Бизарро обманом присоединяется к тайному обществу Супер Злодеев и во время битвы с Борцами за свободу случайно убивает Живую Бомбу, постоянно ударяя героя наблюдает за вспышками света, которые производятся из кинетической энергии ударов[стиль].
Когда криптонские преступники во главе с Генералом Зодом бежали на Землю, желая создать дом для себя, Бизарро путешествует в глубоком космосе в Солнечной системе, ища для себя синий криптонит. После создания планеты кубической формы, наполненной абстрактными версиями различных зданий и мест на Земле, Бизарро по-прежнему одинок. Синее солнце даёт Бизарро новую способность «Видение Бизарро», которая позволяет ему создавать новых Бизарро. Когда это не удаётся, Бизарро похищает Джонатана Кента, приёмного отца Супермена на Земле. Супермен спасает своего отца и помогает Бизарро стать самым большим героем его мира.
Бизарро встречается с бывшим союзником тайного общества Соломоном Гранди, и во время событий Темнейшей Ночи Бизарро противостоит Гранди с чёрным кольцом силы. Бизарро в конечном итоге убивает Гранди, отправив его в центр Солнца.
Позже, во время расследования оказывается, что объект, который врезался в парк «Метрополиса», был Бизарро, напоминающий Супергёрл, которую нашёл капитан Лайт. Бизарро-Супергёрл берёт героев в заложники, но в конечном итоге проигрывает в битве с реальной Супергёрл. Показано, что Бизарро-Супергёрл является беженцем из кубической формы Бизарро мира и была отправлена на Землю её двоюродным братом после того, как их планета была атакована существом, известным как Годшип. Доктор Лайт, попытавшись взять Бизарро-Супергёрл в STAR Labs, потерял сознание от удара Бизарро-Супергёрл, которая затем скрывается с её двойником и её кораблём, надеясь остановить Годшипа и сохранить Бизарро мир.

## Силы и способности
Бизарро имеет все возможности Супермена, но полностью зеркально, так например «замораживающее видение» вместо теплового зрения, «огненное дыхание» вместо замораживающего дыхания, «вакуумное дыхание», а не супер дыхание. Это также относится к слабостям — Бизарро получает силы от  зелёного криптонита, который является смертельным для Супермена, а синий криптонит является смертельным для Бизарро, в то время как жёлтое солнце сильно его ослабляет.

## Вне комиксов
- В анимационном мультфильме «Супермен: Все звезды» в крепости одиночества видна статуя Бизарро.
- В анимационном мультфильме «Superman: The Animated Series[англ.]» (серии «Identity Crisis», «Bizarro's World» и «Little Big Head Man»).
- В сериале «Лоис и Кларк: Новые приключения Супермена» (серия «Vatman»).
- В 6 и 7 сезоне сериала «Тайны Смолвиля» Бизарро сыграл Том Уэллинг.
- Бизарро стал героем мультфильма «LEGO Супергерои DC: Лига Справедливости против Лиги Бизарро».
- Бизарро появляется в нескольких видеоиграх, в том числе «Superman» (1999), «Супермен: Человек из стали» (2002), «Возвращение Супермена» (2006) и «DC Universe Online» (2011), а также «Lego Batman 3: Покидая Готэм».
- Бизарро появляется в сериале «Супергёрл» в 11 и 12 сериях 1 сезона, где является девушкой, искусственно превращённой в копию Супергёрл. Роль исполнила Хоуп Лорен.
- Бизарро появляется в сериале "Супермен и Лоис" в 3 и 4 сериях 2 сезона. Гуманоидная форма Бизарро-Супермена озвучивает Тайлер Хеклин, а бронированную версию - Дэниел Кадмор. Так же появился в окончании 3 сезона
- Бизарро появился в игре Injustice 2 в качестве премиум-скина для Супермена. Он имеет уникальные вступительные диалоги перед боем.

## Критика и отзывы
- Бизарро занял № 25 в списке 100 лучших злодеев комиксов по версии IGN[1].